# Кочарян Гарнік Суренович
Кочарян Гарнік Суренович (нар. 2 червня 1949, Київ) — доктор медичних наук, професор, дійсний член European Academy of Natural History, почесний президент асоціації сексологів і сексотерапевтів України, почесний президент Міжнародної асоціації сексологів і психологів, почесний президент міжнародної федерації тренерів по імфітнесу, сексологів і секс-коучів, член Президії Національного інституту сексології та сексуального здоров’я, професор кафедри сексології, психотерапії та медичної психології навчально-наукового інституту післядипломної освіти Харківського національного медичного університету.

## Освіта
У 1974 р. з відзнакою закінчив лікувальний факультет Харківського медичного інституту (нині Харківський національний медичний університет). У 1983 р. захистив кандидатську дисертацію з психоневрологічних аспектів сексопатології, а в 1992 р. — докторську дисертацію «Синдром тревожного ожидания сексуальной неудачи у мужчин (формирование, патогенетические механизмы, клинические проявления, психотерапия)» в НДІ соціальної і судової психіатрії ім. В. П. Сербського (нині Федеральний медичний науковий центр психіатрії та наркології [м. Москва, Росія]).

## Робота
З 1984 р. по 1987 р. викладав на кафедрі психотерапії Українського інституту вдосконалення лікарів (остання назва «Харківська медична академія післядипломної освіти» [ХМАПО]). З 1993 р. по 2021 р. працював професором кафедри сексології та медичної психології ХМАПО, співробітником якої був з 1987 р. 1 листопада 2021 р. сталося злиття цієї кафедри з кафедрою психотерапії ХМАПО, на який продовжив працювати на посаді професора. 15 грудня 2022 р. ця кафедра увійшла до складу навчально-наукового інституту післядипломної освіти Харківського національного медичного університету. 
Є членом Асоціації сексологів і андрологів України, Російського наукового сексологічного товариства і Професійного об’єднання лікарів-сексологів, членом редакційних колегій науково-практичних журналів «Здоров’я чоловіка» (Київ) та «Психологічне консультування і психотерапія» (Харків). З 2002 р. по 2005 р. був заступником директора з наукової роботи НДІ сексології та медичної психології ХМАПО (до припинення його функціонування). У 2008–2012 рр. був головою товариства медичних психологів і сексологів Харківського медичного товариства. З 2005 р. по 2021 р. був заступником голови спеціалізованої вченої ради ХМАПО із захисту кандидатських і докторських дисертацій за спеціальністю «Медична психологія» (для лікарів і психологів) (до її закриття).

## Інтереси та професійні досягнення
Область наукових інтересів:
- психогенні і соматогенні сексуальні дисфункції у чоловіків і жінок;
- порушення поведінки, обумовлені сексуальними розладами;
- психічна саморегуляція сексуальних функцій у чоловіків;
- порушення сексуальної орієнтації, розлади статевої ідентифікації (гендерна невідповідність);
- розробка, впровадження, апробація і адаптація нових психотерапевтичних методів і технологій.

Г. С. Кочарян розробив концепцію утворення симптомів при сексуальних розладах, концепцію ерогенних сенсорних систем людини, плежецентричну парадигму терапевтичного супроводу пацієнтів з сексуальними розладами, діагностичний тест «Індекс адекватної сексуальної реалізації», що дозволяє виявляти мінімальні відхилення в сексуальній активності осіб, що зазнають вплив різних несприятливих факторів на статеву систему; вивчив формування синдрому тривожного очікування сексуальної невдачі у чоловіків, виділив його клінічні типи і варіанти перебігу, розробив його диференційовану психотерапію; виділив і описав 12 патернів поведінки хворих з сексуальними розладами; вивчив проблему психічної саморегуляції сексуальних функцій у чоловіків з сексуальними порушеннями і розробив детальну класифікацію прийомів, які використовуються ними; виділив патогенні детермінанти мастурбації, їх негативні наслідки і розробив їх класифікацію; провів детальний мета-аналіз матеріалів, які присвячені впливу феромонів на поведінку людини і функціонування його організму; здійснив мета-аналіз проблеми гомосексуальних відносин у сучасному суспільстві та проблеми розладів еякуляції; виділив і охарактеризував моделі формування сексуальних розладів у хворих на хронічний простатит.
Проф. Кочарян Г. С. розробив ряд високоефективних психотерапевтичних технік: прискорений варіант аутогенного тренування для лікування сексуальних розладів, прийом «помилковий сигнал», «спосіб зниження рангу значущості сексуальних розладів», техніку «психотерапія з урахуванням механізму проєкції», прийоми «зіставлення за аналогією», «розширення свідомості», «зіставлення за контрастом», «систему еротичної сенситизації», «спосіб корекції поведінкових програм» для лікування синдрому тривожного очікування сексуальної невдачі та інших тривожно-фобічних розладів, який слід відносити до арсеналу технік нейролінгвістичного програмування (НЛП). Він також запропонував ряд когнітивних прийомів для корекції внутрішньої картини хвороби у чоловіків з різними розладами еякуляції. Їм адаптовані, апробовані і впроваджені: метод «вибуху нав'язливостей», який відноситься до НЛП і добре зарекомендував себе у випадках, що важко піддаються терапії; моделювання в гіпнотичному стані і регресивний гіпноз для лікування хворих із сексуальними розладами.
За вагомі досягнення у професійній діяльності та багаторічну сумлінну працю професору Кочаряну Г. С. Міністром охорони здоров'я України оголошено подяку (5 вересня 2011, № 510).

## Практична діяльність
психотерапія та біологічна терапія чоловіків і жінок з різними сексуальними розладами, гармонізація відносин у подружній / партнерській парі, лікування осіб з невротичними та іншими непсихотичними психічними розладами.
Методи психотерапії, які використовуються ним: гіпносугестивна терапія (гіпносугестивне програмування, моделювання в гіпнотичному стані, гіпнокатарсіс, вікова регресія і прогресія, регресивний гіпноз), нейролінгвістичне програмування, поведінкова і когнітивно-поведінкова терапія, когнітивно орієнтовані методи психотерапії, аутогенне тренування та ін.

## Наукові публікації
Є автором 350 наукових праць.
Книги:
- «Частная сексопатология (руководство для врачей)» (М.: Медицина, 1983. Т. 2; в соавт.).
- «Психотерапия сексуальных расстройств и супружеских конфликтов» (М.: Медицина, 1994; в соавт.).
- «Синдром тревожного ожидания сексуальной неудачи у мужчин и его лечение» (Х.: Основа, 1995).
- «Клінічна сексологія та андрологія (навчальний посібник)» (К.: Здоров'я, 1996; у співавт.).
- «Сексуальные дисфункции и трансформации поведения» (Х.: Академия сексологических исследований, 2000).
- «Терапевтические техники нейролингвистического программирования (НЛП)» (К.: Ника-Центр, 2002).
- «Половые феромоны человека (новейшая сексология)» (Х.: ХНУ имени В. Н. Каразина, 2005).
- «Современная сексология» (К.: Ника-Центр, 2007).
- «Гомосексуальность и современное общество» (Х.: ЭДЭНА, 2008).
- «НЛП: терапевтические техники». 2-е изд., испр. и доп. (М.: Эксмо, 2009).
- «Греческая любовь: пройди тест на гомосексуальность» (М.: Эксмо, 2009).
- «Расстройства эякуляции и их лечение» (Х.: Вид-во Віровець А. П. «Апостроф», 2012).
- «Эрогенные стимулы и сексуальность» (Х.: Изд. Рожко С. Г., 2017).
- «Оргазм, его расстройства и их преодоление» (Х.: «ДИСА ПЛЮС», 2018).
- «Гиперсексуальность» (Х.: «ДИСА ПЛЮС», 2020).
- «Сексуальные расстройства и анатомические проблемы, препятствующие проведению полового акта» (Х.: «ДИСА ПЛЮС», 2021).